# Méthanisation en France
La méthanisation en France est un secteur de l'activité agro-industrielle permettant la valorisation de déchets organiques en produisant du biogaz et du digestat. 
Le biogaz peut être consommé sur son lieu de production pour produire de la chaleur et éventuellement de l'électricité en cogénération. Sinon, après épuration, le biométhane obtenu peut être injecté dans le réseau de distribution de gaz naturel ou utilisé comme biogaz carburant. L'activité est soutenue par des tarifs de rachat pour l'énergie et encadrée par les réglementations ICPE. 
Les ressources peuvent être des déchets urbains ou des résidus d'activités agricoles ou agro-industrielles. Le digestat est épandu comme fertilisant agricole. Plusieurs entreprises spécialisées et organismes dédiés se sont créés depuis les débuts du secteur en France au début du XXIe siècle.
En 2023, l'opposition aux projets de méthaniseurs prend de l’ampleur. Au delà des craintes environnementales, les projets peuvent opposer les cultures énergétiques aux cultures alimentaires. Il peut y avoir un risque d'accaparement des terres.

## Ressources
Les ressources en France sont très diverses et proviennent des mondes urbain, agricole et industriel. Elles varient selon les territoires. Par exemple en Auvergne-Rhône-Alpes en 2017, plus de la moitié du biogaz produit vient de déchets ménagers. Le mélange dans un même digesteur de matières aux propriétés différentes et nécessitant un broyage est une caractéristique française peu partagée avec les voisins européens où les technologies ont été développées plus tôt.
Les stations d'épuration traitent en méthanisation leurs boues et parfois leurs graisses ou des matières extérieures. Les décharges fournissent l'essentiel de l'énergie produite en 2011. Les fermes fournissent des déchets végétaux, des effluents d'élevage et des cultures intermédiaires à vocation énergétique. Les agriculteurs peuvent construire des unités adossées à une exploitation ou rassemblant un collectif de 2 à plusieurs dizaines d'exploitations agricoles, avec la participation éventuelle d'autres acteurs économiques. Les cultures principales dédiées à la valorisation énergétique sont limitées à 15% du volume entrant dans un méthaniseur. L'industrie agro-alimentaire peut valoriser une partie de ses déchets et/ou invendus sous forme de biogaz.
Le gisement est évalué à au moins 30 TWh de biométhane en 2030, provenant majoritairement de l'élevage et des résidus de cultures végétales.
La technologie la plus répandue est appelée « voie liquide », pour des intrants contenant jusqu'à 15% de matière sèche. Au-delà jusqu'à 40% de matière sèche, la « voie sèche » peut traiter des déchets verts, pailles ou résidus de l'industrie agro-alimentaire, technologie commercialisée par des acteurs du BTP comme Vinci, Strabag et Lingenheld.

## Utilisation des produits
Le biogaz peut être brûlé directement sur son lieu de production pour obtenir de la chaleur seule ou de l'électricité et de la chaleur (cogénération). Dans ce cas, elle doit être utilisée à proximité, ce qui n'est pas toujours possible mais peut favoriser l'autonomie des exploitations agricoles concernées en facilitant par exemple le séchage de fourrage ou par la vente de chaleur à des bâtiments voisins.
Il peut aussi être épuré et transformé en biométhane, une opération qui demande plus d'investissement mais permet un meilleur rendement énergétique et économique. Il peut ensuite être injecté dans le réseau de distribution de gaz naturel ou utilisé comme biogaz carburant. Ce dernier usage vise particulièrement les autobus et camions et fait l'objet d'une demande croissante des clients de transporteurs. La distribution peut être assurée sur place ou à distance des lieux de production, via passage dans le réseau de gaz naturel ou transport en camion.
Les digestats obtenus en parallèle du biogaz sont des produits fertilisants « moins coûteux et moins polluants que les engrais chimiques » pour les agriculteurs. Leur épandage sur les cultures reste dans la plupart des cas soumis à plan d'épandage et entraîne rarement une transaction commerciale. Des cahiers des charges permettant de valoriser le digestat agricole sans autorisation de mise sur le marché sont approuvés par le ministère de l'agriculture en 2017 et 2019,.
L'usage du digestat permet aux agriculteurs méthaniseurs de gagner en autonomie, voire de passer en agriculture biologique en s'appuyant sur la trésorerie fournie par le rachat de l'énergie.

## Historique
Dans les décennies 1940 et 1950, quelques unités agricoles produisent du gaz de fumier dans des fermes en manque d'énergie. Ce développement est stoppé par la commercialisation des produits pétroliers à bas coût. Une deuxième vague de digesteurs agricoles est construite dans les années 1970 lors des chocs pétroliers et freinée de même dans les années 1980. Elle met en évidence l'intérêt agronomique des digestats avec une plus grande disponibilité des nutriments que dans les fumiers ou lisiers bruts. C'est finalement par l'obligation de brûler le gaz de décharge imposée en 1997 que le biogaz devient utile pour les gestionnaires de déchets et obtient un tarif de rachat d'électricité produite par cogénération en 2002. Des initiatives limitées pour la valorisation en biogaz carburant ont lieu dans les années 1990 à Chambéry, Lille et Tours.
Les premières installations de méthanisation agricole moderne se font en France au début des années 2000, dans l'Est près de l'Allemagne et en Bretagne. Les agriculteurs obtiennent la mise en place d'un tarif de rachat pour l'électricité produite en cogénération avec de la chaleur. Le premier tarif de 2002 est « très insuffisant » et réévalué en 2006 puis 2011. Les premiers projets aboutis sont individuels (une seule exploitation agricole concernée), des unités collectives voient le jour à partir de 2010, notamment dans l'Ouest,. En parallèle ouvrent aussi des unités de méthanisation de déchets agro-industriels qui valorisent le digestat comme les unités agricoles collectives.
La première injection de biométhane dans le réseau de gaz naturel (GRDF) commence en 2011 au Centre de valorisation organique de Sequedin qui méthanise les déchets fermentescibles de la métropole européenne de Lille depuis 2007.
Un Atlas Bioénergie International (et en France un atlas Biogaz) mettent à jour la carte des installations industrielles de production/valorisation de biogaz (sous forme d’électricité, de chaleur ou par injection directe dans les réseaux de gaz dans les pays francophones) : en 2012, 241 sites de production étaient recensés (publication 2013), en 2013, ils étaient 848 (publication 2014) dont 578 en France. 
En 2014, quelques petits réseaux de chaleur sont déjà alimentés par du biogaz, par exemple en Indre-et-Loire à Pernay (1 000 habitants), puis à Le Plessis-Gassot (2014)  dans le Val-d'Oise (23 foyers alimentés par le gaz d'une décharge d'ordures ménagères). La ministre Ségolène Royal lance le projet de 200 « territoires à énergie positive » et un appel à projet 1 500 projets de méthaniseurs en 3 ans en milieu rural.
En 2015, les capacités installées se développent à un « rythme stable » selon l'Ademe : « 70 nouvelles unités de méthanisation ont été installées en 2015, pour une capacité de 20 MWe16 » mais les incertitudes sur les tarifs d’achat de l’électricité « impactent fortement l’équilibre économique des unités ». Un comité national biogaz est créé le 24 mars 2014 pour aider les acteurs de la filière à dioaloguer ; 4 groupes de travail portent sur 1°) les mécanismes de soutien au biogaz (tarif d'achat cogénération...), 2°) les procédures de facilitations, 3° le bio carburant GNV, 4°) l'injection de biométhane dans le réseau (c'était une demande du livre blanc du Club biogaz de mai 2014).
En 2016, dans le cadre des SRADDETs et de la déclinaison de la stratégie nationale biomasse (en préparation), les régions préparent la rédaction d'une Schéma régional biomasse.
En 2017, selon Valérie Borroni, environ 500 installations sont installés en France début 2017 : 300 installations agricoles environ, moins de 100 stations d'épuration, le reste étant produit à partir d'ordures ménagères, par des industriels. Une centaine de décharges anciennes récupèrent aussi le méthane. Elles produisent surtout de l'électricité et de la chaleur, et - depuis 2011 -  une petite trentaine d'installations injectent dans le réseau de gaz. Des expérimentations de « biométhane porté » (c'est-à-dire compressé et transporté par camion du lieu de production à un point d'injection dans le réseau) sont évoqués. 
Afin d'accélérer la mise en service, le gouvernement annonce en mars 2018 une simplification des procédures administratives pour les agriculteurs : les délais d'instruction des dossiers seront réduits de un an à six mois ; les sites de méthanisation les plus modestes seront exemptés d'enquête publique et d'étude d'impact ; un guichet unique sera mis en place dans chaque département ; un tarif de rachat du gaz sera instauré pour les installations de taille moyenne à la place de l'appel d'offres en vigueur aujourd'hui ; une amélioration de la prise en charge des coûts de raccordement au réseau gazier est annoncée.
La loi Transition énergétique de 2015 fixe un objectif de 10 % de la consommation totale de gaz en 2030, jugé ambitieux par le Syndicat des énergies renouvelables (SER) et les gestionnaires des réseaux français (GRDF, GRTgaz, SPEGNN et TIGF) qui en 2016 ne comptabilisaient que 19 sites d'injection en service en France (mais 200 autres, équivalent à 3,86 TWh sont prévus). La part de ce gaz étant de 0,02 % en 2016, il faut la multiplier par 500. De 0,082 TWh en 2016, la filière espère produire  1,7 TWh en 2018 puis 8 TWh en 2023.
Selon le  SER si tous les acteurs le voulaient, en 2030, 56 TWh de biogaz pourraient être tirés de la méthanisation de 130 millions de tonnes de matière brute (boues, effluents, déchets, cultures…) pour potentiellement fournir 100 % des besoins nationaux (400 à 550 TWh) en 2050. Pour cela les déchets méthanisés pourraient fournir 210 TWh, et la gazéification de biomasse 160 à 280 TWh de plus. 20 à 35 TWh pourraient venir de l'hydrogène-méthanation et 10 à 25 TWh de la fermentation de micro-algues. Fos-sur-Mer veut expérimenter l'approche Power-to-Gas, qui vise l'agilité énergétique par l’interconnexion en réseaux intelligents des ressources en gaz et électricité pour mieux passer de l'une à l'autre selon le besoin. La « mobilité gaz » pourrait aussi compléter la mobilité électrique (qui s'applique mal aux camions de livraison, camions-poubelles, bus). Parmi les facteurs favorisant figurent le tarif de rachat et/ou d'injection, une prolongation de contrats existants ; le SER propose aussi une exonération des consommateurs de « biométhane » de la contribution climat énergie ou de la taxe foncière pour les unités de méthanisation industrielle". Le « biométhane porté » pourrait aussi se développer.
Début 2019, le projet de programmation pluriannuelle de l'énergie suscite des inquiétudes dans la filière française en exigeant une réduction importante des coûts et baissant les objectifs de production à horizon 2030. Il entraîne une « bulle » de développement des projets pour bénéficier du cadre existant. La filière gazière a pris conscience de la nécessité d'une part renouvelable dans sa production pour assurer sa survie à long terme et met en avant les bénéfices pour l'agriculture et la non-intermittence de l'approvisionnement en biogaz.
En avril 2022, le ministère de l'Environnement publie le cahier des charges du premier appel d'offres destiné à la production de biométhane, qui permettra aux méthaniseurs de grande taille (produisant plus de 25 GWh par an) de bénéficier d'un contrat d'achat sécurisant sur quinze ans le tarif de vente de leur production de gaz. Cet appel d'offres, lancé en trois phases sur 2022 et 2023, vise une capacité de production nouvelle de 1,6 TWh PCS/an, équivalant aux deux tiers des capacités de biométhane raccordées entre 2020 et 2021.
En août 2024, un document publié par le Secrétariat général à la Planification écologique (SGPE) émet des doutes sur l'objectif de biométhane injecté dans les réseaux à l'horizon 2030 : 44 TWh contre 11,8 TWh fin 2023. Le SGPE estime que seuls 11 TWh supplémentaires seraient mobilisables d'ici 2030.
Le 20 septembre 2024, le spécialiste danois du biométhane Nature Energy, filiale de Shell, inaugure son premier site français, la plus grosse unité de méthanisation en France (230 GWh par an), soit 20 % des besoins en gaz résidentiel de Dijon Métropole. Le record précédent appartenait à BioBéarn (260 GWh par an), opérée par TotalEnergies. Nature Energy sera associé à 50-50 dans la société créée, Secalia, avec la coopérative agricole Dijon Céréales, qui alimentera le méthaniseur avec du seigle fourrager (90 %), des déchets issus de céréales et de la menue paille (200 000 tonnes de biomasse végétale par an).
En mars 2025, la Cour des comptes remet son rapport d'évaluation de politique publique en matière de soutien aux gaz renouvelables. Tout en reconnaissant l'impact positif de la méthanisation sur l'environnement et sur les revenus des agriculteurs, elle critique des dépenses publiques massives et met en garde sur les dangers que pourrait faire peser l'industrialisation de la filière. La Commission de régulation de l'énergie (CRE) estime le coût public de l'injection du biométhane à près 800 millions d'euros en 2023, à 1,1 milliard d'euros en 2024 et à 1,2 milliard en 2025. Les subventions à l'investissement allouées par l'Ademe et les régions s'élèvent à un demi-milliard d'euros entre 2019 et 2023. Le coût du soutien de l'État au biométhane s'élève à 73 à 92 €/MWh contre 19 à 65 €/MWh pour le solaire, 5 à 41 €/MWh pour l'éolien terrestre, 38 à 98 €/MWh pour l'éolien en mer et 49 à 98 €/MWh pour la biomasse. En 2023, la production de biométhane s'élève à 12 TWh et représente 2,5 % de la consommation de gaz et 0,7 % de la consommation d'électricité française. La programmation pluriannuelle de l'énergie prévoit de multiplier par quatre la production de biogaz, passant à 50 TWh en 2030. La Cour met en garde sur la disponibilité de la biomasse : l'approvisionnement serait sous tension et à l'horizon 2030, 15 TWh sur les 50 seraient soumis à risque, avec un fort potentiel de conflits d'usages, déjà signalé par le Secrétariat général à la Planification écologique (SGPE). Elle indique un risque de position dominante de deux acteurs (Engie et TotalEnergies) sur le marché des certifications de production de biométhane (CPB), qui doivent prendre le relais des tarifs d'achat. Elle recommande huit mesures, dont la révision du soutien aux installations de cogénération, l'actualisation de la stratégie nationale de mobilisation de la biomasse, et le suivi de l'effet de la méthanisation sur les pratiques agricoles.

## Capacités installées
Les installations agricoles sont au nombre de 487 en 2018, dont 71 correspondent à des collectifs d'agriculteurs. La même année, les installations « industrielles » représentent 124 unités et les installations de traitement de déchets 178. Les stations d'épuration représentent 96 sites en 2019 70 nouvelles installations sont construites chaque année. 
Au début 2018, la France compte 48 sites de production de biométhane à partir de déchets agricoles, qui représentent l'essentiel de la production de gaz vert. Moins de 800 GWh ont été injectés dans le réseau de GRDF en 2017, contre plus de 10 TWh en Allemagne. Les projets de nouveaux sites sont estimés à plus de 860, de quoi porter la production française à 8 TWh. Les installations françaises de production de biométhane ont une capacité moyenne de 15 GWh/an, quatre fois moins que la moyenne européenne, notamment en raison d'un tarif d'achat dégressif selon la taille.
Les unités installées fin 2018 sont inégalement réparties sur le territoire, l'arc méditerranéen en comptant particulièrement peu. Des réseaux régionaux d'agriculteurs méthaniseurs se formalisent en 2019 en Bretagne et Auvergne-Rhône-Alpes, notamment pour commercialiser du bioGNV avec peu de transport.
En 2020, 76 nouveaux sites de production de biogaz ont été mis en service, augmentant les capacités installées de 56 %. Le nombre de sites raccordés au réseau atteint 201. La capacité de production française de biométhane est évaluée à 3,6 TWh par an, en progression de 56 % par rapport à 2019. La part du biogaz dans la consommation française de gaz naturel reste faible : environ 1 %. Le gouvernement a fixé un objectif de 7 % à 10 % en 2028. Il paraît réalisable étant donné le volume de projets en attente de validation : plus d'un millier selon GRDF, soit 24 TWh de capacités de production. GRDF prévoit 6 TWh dès la fin 2021. Les tarifs garantis ont été abaissés en novembre 2020, et le gouvernement estime possible de baisser les coûts de 30 % d'ici à 2030.
En 2021, les 1075 méthaniseurs en service permettent de couvrir 0,6 % de la consommation d'électricité française et 0,5 % de celle de gaz naturel. La production française de biogaz est passée de 1 TWh en 2007 à 7 TWh en 2019. En comparaison, en Allemagne, 9300 unités de méthanisation produisaient déjà 30 TWh de biogaz en 2017.
En 2023, la France compte 1 911 unités de méthanisation produisant un total 12 TWh de gaz et d’électricité (hors production de chaleur). La même année, la production de biométhane injecté a progressé de 25% et a atteint 9,1 TWh. 
En 2024, les sites de méthanisation raccordés ont produit 11,6 TWh de gaz renouvelables et la capacité annuelle de production est passée de 11,8 à 13,9 TWh,.

## Réglementation
En France, la réglementation varie selon les intrants du processus et la valorisation du biogaz. Dans tous les cas, les installations de production de biogaz sont classées pour la protection de l'environnement (réglementation ICPE), le plus souvent dans la rubrique 2781.

### Gaz de décharge
En France, la récupération du biogaz de décharge est obligatoire depuis l'arrêté du 9 septembre 1997 qui impose de chercher à valoriser énergétiquement ce biogaz (ou sinon à le détruire par torchage pour éviter les nuisances olfactives et l'impact environnemental du méthane sur le climat).
En 2012, le gaz de décharge fournissait en France plus de 70 % de la production d'énergie primaire issue du biogaz dans le pays, mais de nouvelles sources de biogaz se mettent en place.

### Méthanisation agricole
Depuis 2016, la France limite à 15 % la part des cultures principales dans la totalité de la biomasse méthanisée, alors que l'Allemagne a fixé un plafond de 44 % pour le maïs et les graines céréalières.

## Intégration dans les réseaux énergétiques et soutien public
Les coûts de production du biogaz plus élevés que le prix de marché du gaz naturel justifient, selon le cabinet de conseil spécialisé Carbone 4, le soutien public par la mise en place d'un tarif d'achat pour faire émerger la filière. La stabilité des revenus ainsi obtenus peut permettre à des agriculteurs d'envisager la conversion en agriculture biologique. L'ADEME, le FEDER et les régions subventionnent par ailleurs les investissements, à hauteur de 10 % en moyenne. Il existe aussi des garanties d'origine commercialisées séparément de l'énergie.
En mai 2023, le ministère de la Transition énergétique accepte de réformer les tarifs réglementés d'achat du biogaz pour prendre en compte la forte hausse des coûts de l'énergie qui avait mis en difficulté de nombreuses installations. La filière prévoit d'injecter plus de 9 TWh dans les réseaux en 2023 et de produire 20 % de la consommation de gaz en 2030.

### Électricité (cogénération)
En 2019, 38 % de la production de biogaz (7 TWh), qui est 6 fois plus importante que celle de biométhane injectée dans les réseaux (1,2 TWh), servait à la production d'électricité.
Pendant plusieurs années, il fallait justifier de l'utilisation de la chaleur de la cogénération pour bénéficier de subventions à l'investissement, ce qui a amené des agriculteurs à chauffer des logements et des bâtiments agricoles, gagnant ainsi en autonomie.

### Biométhane injecté
Le tarif d'achat du biométhane injecté dans le réseau gazier a été introduit par  la loi Grenelle II du 12 juillet 2010. Le tarif de référence varie selon la taille de l'installation et le type d'intrants, avec une moyenne de 113 €/MWh pour les installations mises en service en 2019. Ce tarif d'achat est limité aux unités d'une puissance inférieure à 300 Nm3/h en 2020, afin d'éviter une bulle coûteuse pour les finances publiques, puis 25 GWh/an en 2023. A cette date, il est également revalorisé de 12 % et soumis à deux révisions annuelles, à la suite de la baisse des nouveaux projets des années précédentes.
Pour les unités plus puissantes, plusieurs cadres sont successivement proposés : des appels d'offres sans succès, la vente directe à des consommateurs à travers les Biomethane Purchase Agreement (BPA) (Contrats d'achat de biométhane), précisée dans la loi APER de 2023 et les certificats de production de biogaz (CPB) imposés aux fournisseurs de gaz naturel à compter de 2026,,,,.
L'injection dans le réseau gazier peut nécessiter une extension de ce dernier pour atteindre le point de production. La longueur moyenne des extensions réalisées est de 3,5 km en 2018. Le coût est de 90 à 100 € du mètre, partiellement pris en charge par le gestionnaire de réseau. 
Le réseau peut aussi être renforcé par son gestionnaire (transport ou distribution) dans des conditions fixées par un décret de juin 2019. Il peut s'agir de station de rebours pour faire monter le gaz en pression d'un réseau à un autre, la première installation de distribution vers transport est mise en service fin 2019 à Noyal-Pontivy (Morbihan), et la cinquième en 2021. En 2022, 37 stations sont prévues par GRTgaz d'ici 2024 : 7 en activité en avril, 12 en cours de réalisation et 18 en phase d'études, avec un horizon de 160 unités en 2050. La cartographie des raccordements et les dépenses de renforcement doivent être validés par la Commission de régulation de l'énergie (CRE).

## Oppositions et risques industriels
Du fait de la forte hausse du prix des fourrages liés aux besoins des industriels de la méthanisation, plusieurs syndicats agricoles se sont opposés à l'utilisation du fourrage pour alimenter les méthaniseurs en période de sécheresse, la Confédération paysanne allant même jusqu'à demander durant l'été 2019 la publication « rapide » d'un décret visant à interdire cette pratique. Selon ce syndicat, des dérives seraient déjà présentes notamment le détournement de l'usage alimentaire des terres et la spéculation foncière.
A mesure que les projets fleurissent, encouragés par des politiques publiques incitatives, les associations locales d'opposition à l'installation de méthaniseurs se multiplient. Elles leur reprochent son impact sur l'agriculture française, ses besoins en énergie, ou encore les risques industriels qu'elle fait peser sur les territoires.
Dans la nuit du 17 au 18 août 2020 2020, le dysfonctionnement du système de sécurité de l'unité de Châteaulin, dans le Finistère, a entraîné la pollution de l'Aulne en y déversant 400 mètres cubes de digestat, privant d'eau potable 180 000 personnes. Parmi les communes concernées par la pollution, figuraient Châteaulin (5 774 habitants), une grande partie de Quimper (63 000 habitants) et la  presqu'île de Crozon. Un rapport de la direction régionale de l’aménagement de Bretagne pointe des manquements dans la conduite de l'installation de méthanisation de Engie Bioz, filiale du groupe Engie: dysfonctionnement des capteurs de détection, présence humaine insuffisante, défaut de conception, défauts dans la maintenance, non réalisation des essais périodiques des systèmes de commande,,.
Le projet « d'hyperméthaniseur » qui devait voir le jour à Corcoué-sur-Logne, près de Nantes, a ainsi reçu en 2021 un avis défavorable de la part du Conseil départemental de Loire-Atlantique, à cause de son incompatibilité avec les infrastructures routières existantes, mais aussi de l'opposition forte de citoyens et d'élus locaux face à ce qui devait devenir la plus grande installation française dédiée à la méthanisation.
En 2023, un peu partout en France, l'opposition aux projets de méthaniseurs prend de l’ampleur. Au delà des craintes environnementales, les projets peuvent opposer les cultures énergétiques aux cultures alimentaires. Il y a un risque d'accaparement des terres,  malgré les limites légales limitant les cultures dédiées, qui empêcherait les petits exploitants de s’installer.
Le 25 novembre 2024, un poids lourd transportant 26 000 litres de jus de méthanisation s’est renversé , à Cast dans le Finistère. Une partie de la cargaison s’est déversée dans le Steir, provoquant une pollution majeure. L'usine de traitement de l’eau du Troheir, au Moulin Vert à Quimper, a été arrêté puis remise en service après la vague de pollution qui poursuivra sa course en se diluant dans l'Odet jusqu'à la mer. Office français de la biodiversité (OFB) a réalisé des prélèvements dans la rivière,.

## Emplois et entreprises
La filière représente en 2018 4 000 emplois directs et indirects. Elle mobilise en particulier des techniciens (notamment pour la maintenance), des responsables de site d'exploitation et des ingénieurs procédés. Le recrutement est complexe compte tenu du développement en cours et du petit nombre de formations dédiées, parmi lesquelles la certification de spécialisation de responsable d'unité de méthanisation agricole (CS Ruma) en enseignement agricole et le titre de technicien de maintenance à l'Institut des ressources industrielles de Lyon. Dans le monde agricole, il faut trois à quatre personnes pour gérer une unité. La collecte et le transport des déchets organiques des ménages et des professionnels représentent aussi une filière en développement en 2020. 
Des entreprises spécialistes comme Naskeo Environnement ou Evergaz développent des projets. Des acteurs des autres énergies renouvelables (éolien, solaire photovoltaïque) comme Arkolia Énergies et CVE s'y diversifient. Des entreprises françaises se sont spécialisées dans l'épuration du biogaz en biométhane : Arol Energy, CryoPur, Deltalys, Prodeval et Waga Energy.

### Associations et organismes
- Association des Agriculteurs Méthaniseurs de France[99] ;
- Laboratoire de Biotechnologie de l'Environnement (LBE) de l'Inrae à Narbonne, internationalement reconnu sur la digestion anaérobie[100] ;
- Biogaz Vallée[101], Club Biogaz de l'Association technique énergie environnement (ATEE)[26] et France Gaz Renouvelables.

### Émission de Radio
- Martine Abat, « Le biogaz : une révolution dans nos champs ? » [audio], sur Radio France, France inter, Interception, 19 mai 2024 (consulté le 20 mai 2024)